# Perechtchepyne
Perechtchepyne (en ukrainien : Перещепине) ou Perechtchepino (en russe : Перещепино) est une ville de l'oblast de Dnipropetrovsk, en Ukraine. Sa population s'élevait à 10 178 habitants en 2013.

## Géographie
Perechtchepyne est arrosée par la rivière Oril, affluente de rive gauche du fleuve Dniepr, et se trouve à 70 km au nord de la ville de Dnipro. La commune est également traversée par le Canal Dniepr - Donbass, qui joint le Dniepr à la la rivière Donets.

## Histoire
La première mention écrite de Pereshchepyne remonte à 1764. Elle faisait alors partie de la palanka d'Orelska (uk) du Nova Sich (uk). Selon le Récit d'un ancien cosaque... M. L. Korzh, Pereshchepyne figure sur la liste des 17 plus anciennes colonies cosaques de la région de Iekaterynoslav.
À la fin du XIXe siècle, Perechtchepyne est un village de l'ouiezd de Novomoskovsk, dans le gouvernement de Iekaterinoslav. Elle a le statut de ville depuis 2000.

## Population
Recensements (*) ou estimations de la population :
| 1959* | 1970* | 1979*  | 1989* | 2001*  |
| ----- | ----- | ------ | ----- | ------ |
| 7 873 | 6 471 | 10 723 | 9 882 | 10 041 |

| 2009   | 2010   | 2011   | 2012   | 2013   |
| ------ | ------ | ------ | ------ | ------ |
| 10 383 | 10 338 | 10 287 | 10 268 | 10 178 |

## Transports
Perechtchepyne se trouve sur la route européenne 105, qui correspond à la route ukrainienne M-26 reliant Kharkiv à Dnipro. Elle est également desservie par le canal Dniepr-Donbass.